# 石原汀
石原 汀（いしはら みぎわ、文化14年（1826年） - 明治38年（1905年）3月20日）は、江戸時代後期の盛岡藩士。
藩主南部利済の側近として辣腕を振るうも、藩内感情を無視したその政策と増税方針は農漁民の反感を買い、田鎖茂左衛門、川島杢左衛門と共に「君側の三奸」と呼ばれた。ことに石原はその筆頭格として領民の怨嗟の的となり、最終的に嘉永三閉伊一揆を誘発した。

## 経歴
母は盛岡藩12代藩主南部利済の母清鏡院（俗に油御前）、父は先夫の塗師善助で、利済の異父兄である。
清鏡院の縁で殿中にて養育され、天保3年（1832年）に御小姓、同6年（1835年）に小頭兼御目付より御側用人となり、300石を与えられ藩政に参与。嘉永5年（1852年）11月、家格引き上げにより高家となり、田鎖茂左衛門、川島杢左衛門とともに参政兼会計総轄を勤める。
同6年（1853年）5月、再び三閉伊通一揆が起こり、伊達領に越境して提訴するにおよび、幕府は看過すべからずと利済を参府の上謹慎を命じ、参政石原汀、田鎖茂左衛門、川島杢左衛門らも、家禄屋敷を没収のうえ召しかかえを放たれ、石鳥谷の新堀に配流された。